# Hegge stavkyrka
Hegges stavkyrka (norska: Hegge stavkirke) är en stavkyrka i byn Hegge i Øystre Slidre kommun i Innlandet fylke i Norge. Den nämns första gången 1327, men timret är  dendrokronologiskt daterat till 1216. Platsen har varit begravningsplats innan kyrkan byggdes. Kyrkan används som församlingskyrka och är öppen för besökare på sommaren.

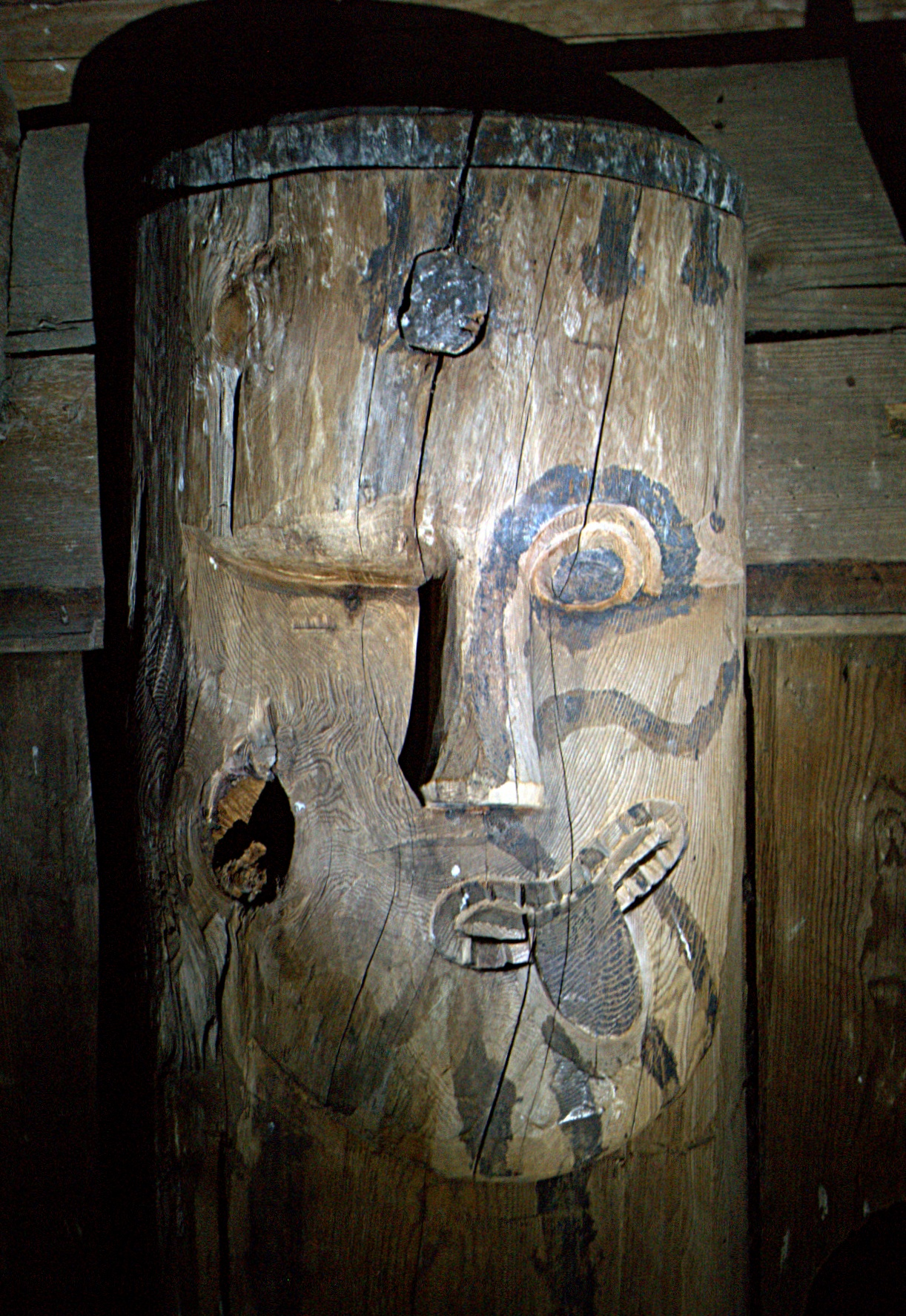
Dekoration på en av stolparna.

Högst upp på stolparna finns bilder av hedniska  masker och på en av stolparna finns en runinskrift med texten  
"Erling Arnson skrev dessa runor".
Kyrkan har byggts om och utvidgats flera gånger och påminner idag om Lomens stavkyrka. År 1807 byggdes koret större och 1844 utökades skeppet mot väster. Hörnstolparna är original. År 1924–1925 reparerades rötskadorna och kyrkan fick ett nytt fundament. Även interiören renoverades.
Kyrkan omges av en kyrkogård och mot norr finns en klockstapel med fyra små klockor.